# Une nuit au zoo
Pour plus de détails, voir Fiche technique et Distribution.
Une nuit au zoo (Night of the Zoopocalypse) est un film d'animation franco-canadien en relief réalisé par Ricardo Curtis et Rodrigo Perez-Castro et sorti en 2024. Inspiré d'un concept de Clive Barker, le scénario est de Steven Hoban et James Kee.  Il est présenté en avant-première au festival international du film fantastique de Catalogne en octobre 2024. Il sort dans les cinémas français début 2025.
Le film est produit par Copperheart Entertainment et Anton Capital Entertainment.

## Synopsis
Une nuit, une météorite s'écrase sur le zoo de Colepepper, libérant un virus qui transforme les animaux en mutants zombies baveux ! Gracie, une jeune louve excentrique, s'associe avec Dan, un puma bourru et redoutable, pour trouver un moyen de retourner à sa meute. Alors que tout le zoo va être contaminé, ils doivent élaborer un plan pour que les animaux redeviennent eux-mêmes. Avec l'aide d'un groupe de survivants - Xavier, le lémurien cinéphile ; Frida, la capybara fougueuse

## Fiche technique
- Titre original : Night of the Zoopocalypse
- Titre français : Une nuit au zoo
- Titre québécois : Zoopocalypse
- Réalisation : Ricardo Curtis et Rodrigo Perez-Castro
- Scénario : Steven Hoban et James Kee, d'après un concept de Clive Barker
- Production : Steven Hoban, Mark Smith, Wes Lui et Joe Iacono
- Musique : Dan Levy
- Direction artistique : Kevin R. Adams
- Société de production : Copperheart Entertainment, Anton Capital Entertainment et House of Cool
- Société de distribution :   France: Apollo Films,  Canada: Elevation Pictures, Entract Films | Médias externes |                                                                 |
| Images          |                                                                 |
|                 | Affiche film, France sur le site Allociné                       |
| Vidéos          |                                                                 |
|                 | Bande-annonce France 1 sur le compte YouTube de la Apollo Films |
- Pays de production :  Canada,  France,  Belgique
- Langue originale : français
- Format : couleur
- Genre : animation, comédie horrifique
- Durée : 91 minutes
- Dates de sortie en salles :
  - Espagne : 6 octobre 2024 (Festival de Sitges)
  - France : 29 janvier 2025
  - Belgique : 19 février 2025
  - Québec : 28 février 2025
  - États-Unis, Canada : 7 mars 2025
- Dates de sortie :
  - France : 28 mai 2025 en VOD
- Classification : 
  - France - Mention CNC : tous publics avec avertissement[3]
  - Canada - SOCAN : des périls et des images effrayantes partout.

## Distribution

### Voix originales
Sauf indication contraire, les informations mentionnées dans cette section peuvent être confirmées par la base de données cinématographiques IMDb,  présente dans la section « Liens externes ».
- David Harbour : Dan
- Gabbie Kosmidis : Gracie
- Paul Sun-Hyung Lee : Felix
- Pierre Simpson : Xavier
- Scott Thompson : Ash
- Heather Loreto : Frida
- Kyle Derek : Fred
- Scott Farley : Antilope
- Joshua Graham : Hank
- Bryn McAuley : le lapin zéro
- Christina Nova : Poot
- Lisa Ortiz : Stella le lion de mer
- Carolyn Scott : Grand-mère Abigale

### Voix francophones
- Thierry Hancisse : Dan, le puma[réf. nécessaire]
- Lucie Boujenah :  Gracie
- Grégoire Leprince-Ringuet : Xavier
- Félicien Juttner : Félix
- Laurent Natrella : Ash
- Hélène Gigou : Poot
- Angèle Garnier : Frida
- Maud Casari : le lapin zéro
  - Bryn McAuley et Bob Tinkler : Mutants
- Françoise Vallon : grand-mère Abigale
- Charles Van de Vyver : Fred
- Guillaume Marquet : Bill, Annonceur du zoo
- Hugues Jourdain : Hank
- Jane Jonot : Agent de sécurité

### Voix quebecois
- Sarah-Jeanne Labrosse : Gracie
- Normand D'Amour : Dan, le Goga
- Jérémy Demay : Xavier
- Guillaume Lambert : Félix
- François Godin : Ash
- Lauriane S. Thibodeau :  Poot
- Sarah Desjeunes :  Frida
- Chantal Baril : grand-mère Abigale
- Alexandre Daneau :  Fred

## Production

### Arrière-plan
Au mai 2014, l'idée originale de Clive Barker était plus mature en tant que roman graphique et suivrait un enfant piégé dans un zoo lors d'une épidémie de zombies. Lorsque l'idée a été déplacée vers le long métrage d'animation de Copperheart Entertainment, l'histoire a changé pour se concentrer sur l'apparence de la version finale et mettre l'accent sur un loup et un puma travaillant ensemble pour empêcher un virus d'infecter les animaux du zoo en mutants gummi, rendant les animaux zombies moins matures pour les rendre morts-vivants tout en équilibrant l'humour familial du film. En 2015, Steven Hoban a annoncé que la nouvelle Zoombies de Clive Barker avait été sélectionnée pour un long métrage,

### Animation et conception
Le film devait initialement être animé par Tangent Animation, cependant la production a été transférée à L'Atelier Animation et Mac Guff après la fermeture du studio. Le storyboard et la pré-production ont été réalisés à House of Cool.
Le 3 août 2021, Tangent a annoncé  qu'ils arrêtaient la production sur tous les projets.[Qui ?] Cette nouvelle inattendue a probablement été un choc pour le personnel, mais elle n’a pas encore reçu de réponse.[réf. nécessaire]

### Accueil

#### Sortie
- Espagne : 6 octobre 2024 (Festival de Sitges)
- France : 29 janvier 2025
- Ivory Coast : 31 janvier 2025
- Belgique : 19 février 2025
- États-Unis, Canada : 7 mars 2025